# Josh Meyers (Schauspieler)

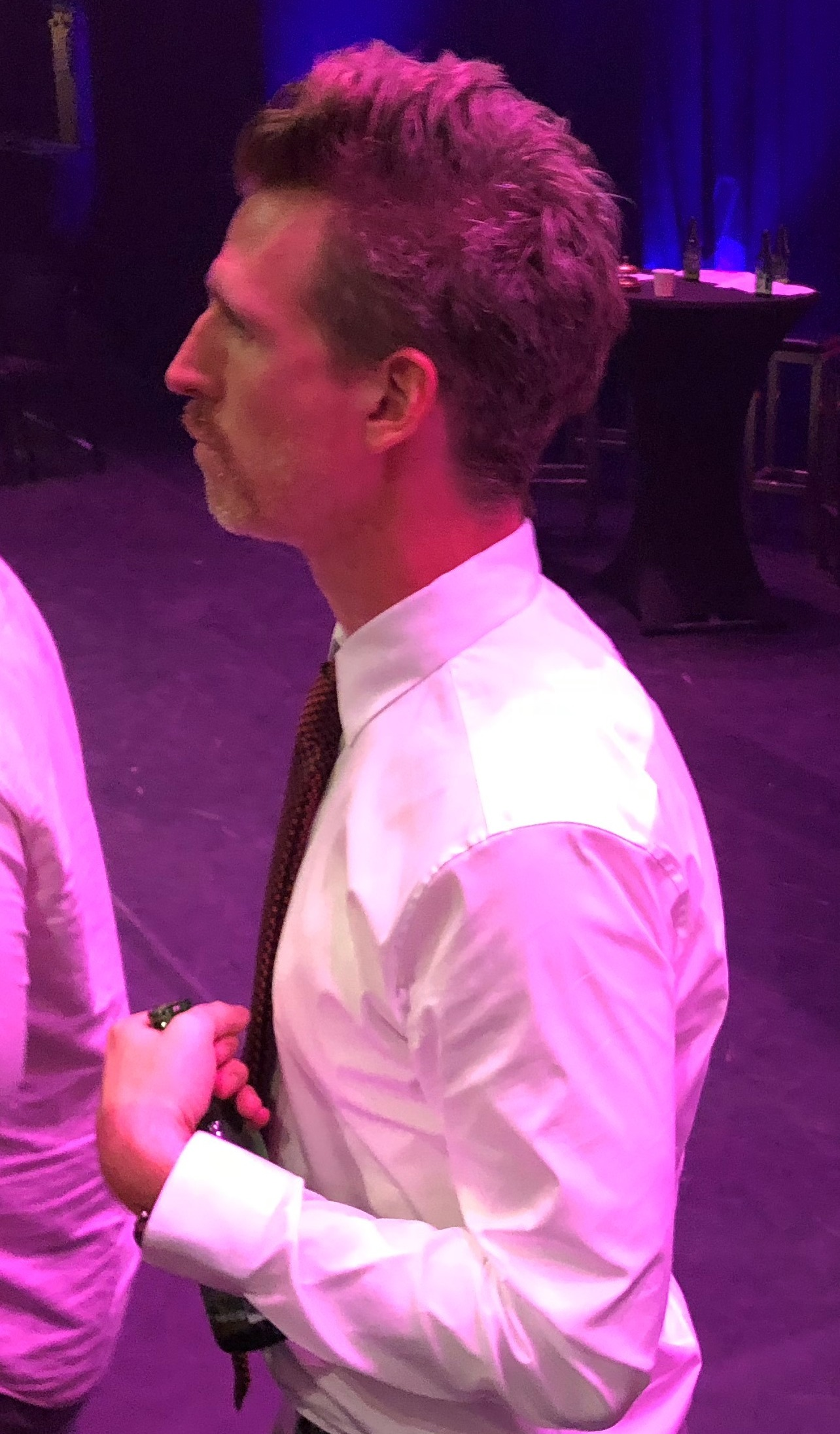
Josh Meyers, 2018

Joshua Dylan „Josh“ Meyers (* 8. Januar 1976 in Evanston, Vereinigte Staaten) ist ein US-amerikanischer Schauspieler, Autor und Stand-Up Comedian. Er ist der jüngere Bruder des Schauspielers und Comedians Seth Meyers.

## Leben
Meyers besuchte die Northwestern University in Evanston. Nach seinem Abschluss zog er zusammen mit seinem Bruder Seth Meyers nach Amsterdam, wo sie beide als Schauspieler bei der Theatergruppe Boom Chicago tätig waren.
Später wurde er bei MADtv eingestellt und erlangte mit dem Sketch „A Football Thing“ Bekanntheit. Später arbeitete er am Broadway, trat regelmäßig bei Late Night with Jimmy Fallon auf und spielte in mehreren Filmen mit.

## Filmografie
- 1995: MADtv
- 2005–2006: Die wilden Siebziger
- 2009: Late Night with Jimmy Fallon
- 2009: Brüno
- 2012: The Mindy Project
- 2013: The Awesomes
- 2013: Zu viel des Guten ist wundervoll
- 2014–2017: Red Oaks